# Challand-Saint-Victor
Challand-Saint-Victor (arpità Tchallàn-Sèn-Vitòr) és un municipi italià, situat a la regió de Vall d'Aosta. L'any 2007 tenia 599 habitants. Limita amb els municipis d'Arnad, Challand-Saint-Anselme (amb el que formà un sol municipi fins al 1928), Emarèse, Issime, Montjovet i Verrès.

## Administració

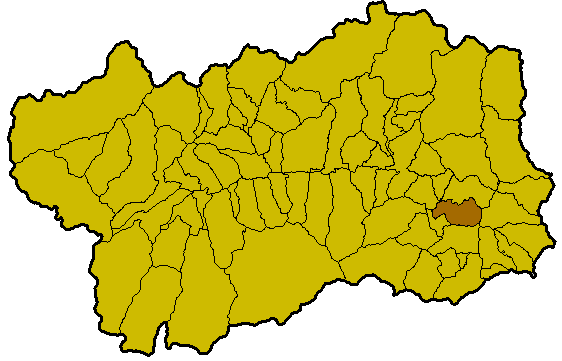
Situació de Challand-Saint-Victor a la Vall

| Període | Identitat             | Partit        |
| ------- | --------------------- | ------------- |
| 2005-   | Roberto Renzo Malcuit | Llista cívica |